# Велики Вудјавр
Велики Вудјавр (рус. Большой Вудъявр) слатководно је језеро ледничког порекла у централном делу Мурманске области, на крајњем северозападу европског дела Руске Федерације. Налази се на територији Кировског оркуга, а на његовој јужној обали лежи град Кировск. На килдин-самском језику реч вудјавр означава планинско језеро. У писаним изворима из 1608. помиње се под именом Ведиозеро.
Језеро Велики Вудјавр има готово округлу форму са дужином до 2,5 километара, и ширином до 2 километра, и територијално је највеће планинско језеро на подручју Хибинских планина. Површина језерске акваторије је 3,6 км², максимална дубина до 40 метара. Површина језера налази се на надморској висини од 312 метара. Укупна дужина обале је око 8 километара.
Језеро је са свих страна окружено планинама Хибинског планинског система, а највиша међу њима је гора Вудјаврчор (висине 1.068 метара) која га омеђује са западне стране. У језеро се уливају три мања водотока − Вудјаврјок, Лопарска река и Јукспорјок − а преко своје једине отоке, реке Белаје повезано је са басеном језера Имандре, и даље са Белим морем. Језеро је настало у терминалном басену некадашњег ледника чију чеону морену је пробила река Белаја на западу. Језеро има плувијално-нивални режим храњења.
Вода из језера се користи за водоснабдевање Кировска и околних насеља. језеро је богато рибом, посебно поточном пастрмком и Barbatula barbatula.
Године 2006. приликом анализа квалитета воде у језеру, надлежне службе су у самом језеру пронашле веће количине грађевинског отпада, аутомобилских гума и отпадних метала, те трагове нафтних излива уз саму обалу. Против фирми које су одговорне за загађивање језера поднете су кривичне пријаве, а током 2009. очишћена је обала језера.